# Mus oubanguii
Mus oubanguii là một loài động vật có vú trong họ Chuột, bộ Gặm nhấm. Loài này được F. Petter & Genest mô tả năm 1970.